# Vật lý thiên văn hạt nhân
Vật lý thiên văn hạt nhân là một ngành vật lý liên ngành bao gồm sự hợp tác chặt chẽ giữa các nhà nghiên cứu trong các lĩnh vực khác nhau của vật lý hạt nhân và vật lý thiên văn: đáng chú ý là cấu trúc sao; đo lường và ước tính lý thuyết về tốc độ phản ứng hạt nhân; vũ trụ học vật lý và vũ trụ học hóa học; tia gamma, thiên văn quang học và tia X; và mở rộng kiến thức của chúng tôi về thời gian sống và khối lượng hạt nhân. Nói chung, vật lý thiên văn hạt nhân nhằm tìm hiểu nguồn gốc của các nguyên tố hóa học và sự tạo ra năng lượng trong các ngôi sao.

## Lịch sử
Các nguyên tắc cơ bản để giải thích nguồn gốc của các nguyên tố và năng lượng tạo ra trong các ngôi sao xuất hiện trong lý thuyết tổng hợp hạt nhân, xuất hiện vào cuối những năm 1950 trong các công trình quan trọng của Burbidge, Burbidge, Fowler và Hoyle, và của Cameron. Fowler phần lớn được cho là đã khởi xướng sự hợp tác giữa các nhà thiên văn học, nhà vật lý thiên văn và nhà vật lý hạt nhân thực nghiệm mà ngày nay chúng ta gọi là vật lý thiên văn hạt nhân  (ông đã giành giải thưởng Nobel năm 1983).
Các nguyên lý cơ bản của vật lý thiên văn hạt nhân là chỉ có các đồng vị của hydro và heli (và dấu vết của lithi, berylli và bo) có thể được hình thành trong mô hình Big Bang đồng nhất (xem tổng hợp hạt nhân Big Bang), trong khi tất cả các nguyên tố khác được hình thành trong các ngôi sao. Chuyển đổi khối lượng hạt nhân thành năng lượng bức xạ (theo mối quan hệ năng lượng khối lượng nổi tiếng của Einstein) là điều cho phép các ngôi sao tỏa sáng trong hàng tỷ năm. Nhiều nhà vật lý đáng chú ý của thế kỷ 19 như Mayer, Waterson, von Helmholtz và Lord Kelvin đã tuyên bố rằng Mặt Trời tỏa năng lượng nhiệt bằng cách chuyển đổi thế năng hấp dẫn thành nhiệt năng. Theo mô hình như vậy, tuổi thọ của nó có thể được tính toán tương đối dễ dàng bằng định lý siêu vi - khoảng 19 triệu năm, không phù hợp với việc giải thích các niên đại địa chất và lý thuyết tiến hóa sinh học (sau đó mới). Một back-of-the-phong bì tính toán chỉ ra rằng nếu mặt trời bao gồm toàn bộ một nhiên liệu hóa thạch như than (một nguồn năng lượng quen thuộc với nhiều), xem xét tốc độ phát xạ năng lượng nhiệt, tuổi thọ của pin sẽ chỉ là bốn hay năm ngàn năm, thậm chí không phù hợp với hồ sơ của nền văn minh nhân loại. Mặc dù bây giờ mất uy tín, giả thuyết này cho rằng nguồn năng lượng chính của Mặt trời là lực hấp dẫn là hợp lý trước sự ra đời của vật lý hiện đại; Bản thân phóng xạ đã không được Becquerel phát hiện cho đến năm 1895. Bên cạnh kiến thức tiên quyết về hạt nhân nguyên tử, không thể có sự hiểu biết đúng đắn về năng lượng sao nếu không có lý thuyết về thuyết tương đối và cơ học lượng tử.
Sau khi Aston chứng minh rằng khối lượng heli nhỏ hơn bốn lần so với proton, Eddington đề xuất rằng, thông qua một quá trình chưa biết trong lõi của Mặt trời, hydro được chuyển hóa thành heli, giải phóng năng lượng. Hai mươi năm sau, Bethe và von Weizsäcker độc lập khám phá chu trình CN, phản ứng hạt nhân được biết đến đầu tiên thực hiện chuyển đổi này. Tuy nhiên, nguồn năng lượng chính của Mặt trời hiện được hiểu là các phản ứng chuỗi proton-proton, xảy ra ở năng lượng thấp hơn nhiều và chậm hơn nhiều so với phản ứng tổng hợp hydro xúc tác. Khoảng thời gian giữa đề xuất của Eddington và phái sinh của chu trình CN chủ yếu có thể được quy cho sự hiểu biết không đầy đủ về cấu trúc hạt nhân. Một sự hiểu biết đúng đắn về các quá trình tổng hợp hạt nhân chỉ xuất hiện khi Chadwick phát hiện ra neutron vào năm 1932  và lý thuyết phân rã beta được phát triển. Vật lý hạt nhân đưa ra một bức tranh về nguồn năng lượng của Mặt Trời tạo ra một đời phù hợp với độ tuổi của Hệ Mặt Trời có nguồn gốc từ phong phú của chì và uranium đồng vị trên vẫn thạch  - khoảng 4,5 tỷ năm. Khối lượng các ngôi sao như Mặt trời cho phép đốt cháy hydro lõi trên dãy chính của sơ đồ Hertzsprung - Russell thông qua chuỗi pp trong khoảng 9 tỷ năm. Điều này chủ yếu được xác định bởi việc sản xuất deuteri cực kỳ chậm,
| 1 H | + | 1 H | → | 2 1D | + | e+ | + | ν e | + | 042 MeV |

được chi phối bởi lực hạt nhân yếu. 

Sự phong phú của các nguyên tố hóa học trong Hệ mặt trời. Hydrogen và helium là phổ biến nhất, còn lại trong mô hình của Vụ nổ lớn. Ba yếu tố tiếp theo (Li, Be, B) rất hiếm vì chúng được tổng hợp kém trong Big Bang và cả trong các ngôi sao. Hai xu hướng chung trong các yếu tố sản xuất sao còn lại là: (1) sự xen kẽ của các yếu tố tùy theo chúng có số nguyên tử chẵn hay lẻ, và (2) sự suy giảm chung, vì các yếu tố trở nên nặng hơn. Trong xu hướng này là một đỉnh cao về sự phong phú của sắt và niken, đặc biệt có thể nhìn thấy trên biểu đồ logarit bao gồm ít năng lượng hơn mười, giả sử giữa logA = 2 (A = 100) và logA = 6 (A = 1.000.000).